# Smilax myosotiflora
Smilax myosotiflora är en enhjärtbladig växtart som beskrevs av A.Dc. Smilax myosotiflora ingår i släktet Smilax och familjen Smilacaceae. Inga underarter finns listade.